# Deling van Tsjecho-Slowakije

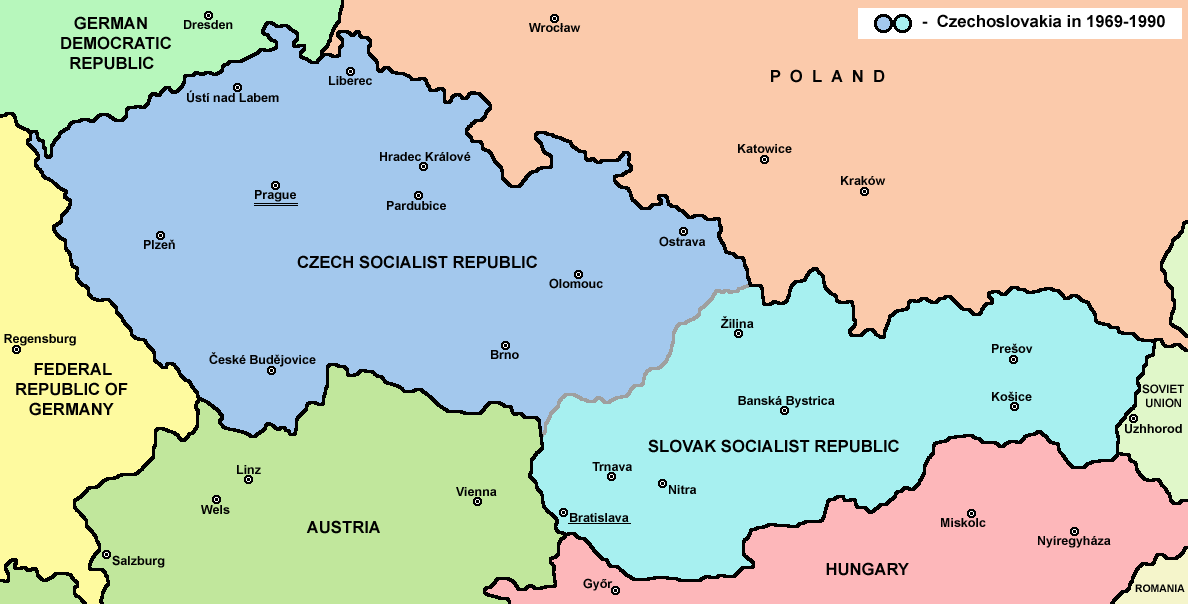
Tsjechië in het donkerblauw en Slowakije in het lichtblauw.

De deling van Tsjecho-Slowakije was een proces dat zich afspeelde in 1992, na het einde van de Koude Oorlog.
Met het wegvallen van de communistische dictaturen in Oost-Europa zagen de Slowaken hun kans schoon om meer autonomie te eisen, want onder het communisme was de federale structuur van Tsjecho-Slowakije al te vaak een lege doos gebleken. De Slowaken, onder leiding van Vladimír Mečiar (die een coalitie vormde met de SNS) eisten een confederale staatsstructuur, maar kregen een nee van de Tsjechische minister-president Václav Havel, die de Slowaken voor de keus stelde: ofwel een sterke federatie, ofwel separatisme.
Slowakije verklaarde zich op 17 juli 1992 soeverein, nam op 3 september een eigen grondwet aan en officieel splitste het land op 1 januari 1993. De splitsing werd uitgebreid gevierd in Slowakije, in Tsjechië waren er geen feestelijkheden.